# Hiroto Mogi
Hiroto Mogi (jap. 茂木 弘人, Mogi Hiroto; * 2. März 1984 in Fukushima) ist ein ehemaliger japanischer Fußballspieler.

## Karriere

### Verein
Er begann seine Karriere bei Sanfrecce Hiroshima, wo er von 2002 bis 2005 spielte. 2006 folgte dann der Wechsel zu Vissel Kobe. 2015 folgte dann der Wechsel zu Fukushima United FC. Ende 2018 beendete er seine Karriere als Fußballspieler.

### Nationalmannschaft
Mit der japanischen Nationalmannschaft qualifizierte er sich für die Junioren-Fußballweltmeisterschaft 2003.

## Erfolge
Sanfrecce Hiroshima
- J. League Division 2:

Vizemeister: 2003  ▲
Vissel Kōbe
- J2 League

Vizemeister: 2013  ▲